# Anischnogaster laticeps
Anischnogaster laticeps är en getingart som beskrevs av Vecht 1972. Anischnogaster laticeps ingår i släktet Anischnogaster och familjen getingar. Inga underarter finns listade i Catalogue of Life.